# Ju-on 2
Ju-on 2 (呪怨2?, Juon 2) è un film del 2000 diretto da Takashi Shimizu.
Si tratta del secondo film horror in lingua giapponese della serie di Ju-on. Il film è uscito in Giappone il 25 marzo 2000 e pubblicato in home video il 14 aprile 2000.
Gran parte di questo secondo film rappresenta un riassunto del primo: quasi 30 minuti su 76. Nella trama del film vengono ripresi i personaggi sopravvissuti al primo film, e vengono introdotti elementi che verranno sviluppati nei due film cinematografici.

## Trama
Il film è diviso in sei capitoli, che prendono il nome dal personaggio principalmente coinvolto.

### Kayako
Così come cominciava Ju-on, nuovamente assistiamo alla scena di Kobayashi Shunsuke che parla a sua moglie del suo alunno Toshio che manca da scuola da diverso tempo e quindi decide di andare a controllare di persona a casa del ragazzino. Dopo aver scoperto il cadavere di Kayako, tenta di fuggire ma squilla il telefono. A chiamare è Takeo Saeki che ha appena ucciso sua moglie. Kobayashi viene poi ucciso dalla figura di Kayako.

### Kyoko
Stessa scena presente nel precedente film. Kyoko, dotata di una particolare sensibilità psichica, riceve dal fratello Tatsuya la richiesta di visitare una particolare casa, e una volta all'interno si rende conto della presenza di spiriti inquieti. Intuisce poi che i nuovi abitanti della casa si comportano in modo strano. Ad un certo punto si scopre che Tatsuya e suo figlio Nobuyuki abitano nell'appartamento in cui abitavano Kobayashi e sua moglie Manami. In questa occasione Kyoko e Nobuyuki hanno una visione in cui vedono Takeo uccidere selvaggiamente Manami, e Kyoko viene posseduta dall'energia negativa dell'uomo.

### Tatsuya
Hiroshi e Yoshimi Kitada sono i nuovi abitanti della casa in cui fu uccisa Kayako e suo figlio Toshio. Dopo appena una settimana a Yoshimi viene consegnato tramite posta il diario di Kayako ed alcuni disegni, e viene immediatamente posseduta dallo spirito vendicativo della donna. Senza alcun preavviso Yoshimi uccide Hiroshi. Intanto Tatsuya, suo figlio Nobuyuki e sua sorella Kyoko si sono trasferiti a casa dei propri genitori, per tentare di far riprendere Kyoko dallo stato catatonico in cui è caduta.
Tuttavia, in seguito ad una telefonata, Tatsuya si reca a casa dei Kitada, dove viene accolto dalla signora Yoshimi, apparentemente normale. Dopo poco però Yoshimi viene posseduta dallo spirito di Kayako, mentre in casa compare il fantasma del piccolo Toshio. Tatsuya viene poi raggiunto da Kayako in persona.
A casa dei genitori di Tatsuya, la madre si comporta stranamente, ridendo istericamente di fronte alla porta, dietro la quale si trova Kyoko. Il padre poi vede sbucare dal pavimento Toshio. L'uomo muore di infarto, accasciandosi al suolo, e dopo pochi istanti anche alla moglie tocca la stessa sorte. L'ultima inquadratura mostra Kyoko, dietro la porta chiusa, che si agita coccolando una bambola. Tutto questo sotto lo sguardo impassibile di Nobuyuki.

### Kamio
I detectives, Kamio e Iizuka si stanno occupando della morte dei Murakami e recentemente dei Kitada, e per avere informazioni si recano a casa del detective Yoshikawa, che aveva indagato per primo sul caso dei Murakami. La moglie di Yoshikawa però nega l'accesso ai due uomini, che sono costretti ad andare via. Kamio ha intuito che c'è qualcosa di soprannaturale in tutta quella faccenda, e decide di non volerci avere nulla a che fare. Ma è troppo tardi. Dopo che Kamio ha bruciato una foto che mostra come la signora Kitada si sia trasformata in Kayako, la scena si sposta in casa di Yoshikawa, dove viene mostrato l'uomo privo di vita, mentre il viso del fantasma di Kayako compare alla terrorizzata moglie uccidendola. Infine alla stazione di polizia Kayako compare anche a Kamio uccidendolo.

### Nobuyuki
Il giovane Nobuyuki è rimasto solo a scuola per finire le pulizie quotidiane. Mentre si appresta a terminare, nota guardando fuori dalla finestra, la figura di Kayako. Da lì a brevissimo tempo, Nobuyuki si trova faccia a faccia con il fantasma. Nonostante il ragazzo tenti disperatamente la fuga, ovunque vada si trova di fronte il fantasma della donna, ed alla fine Nobuyuki si arrende, lasciandosi cadere a terra, mentre una delle numerose Kayako minacciosamente lo sovrasta.

### Saori
L'ultima scena del film vede un gruppetto di studentesse (le stesse del film successivo) all'interno della casa di Kayako, a cui è stato apposto il cartello "IN VENDITA". Le ragazze stanno parlando con la loro leader, Saori, quando improvvisamente sentono un rumore. Il film termina con un sinistro miagolio.